# فرهنگ در نپال

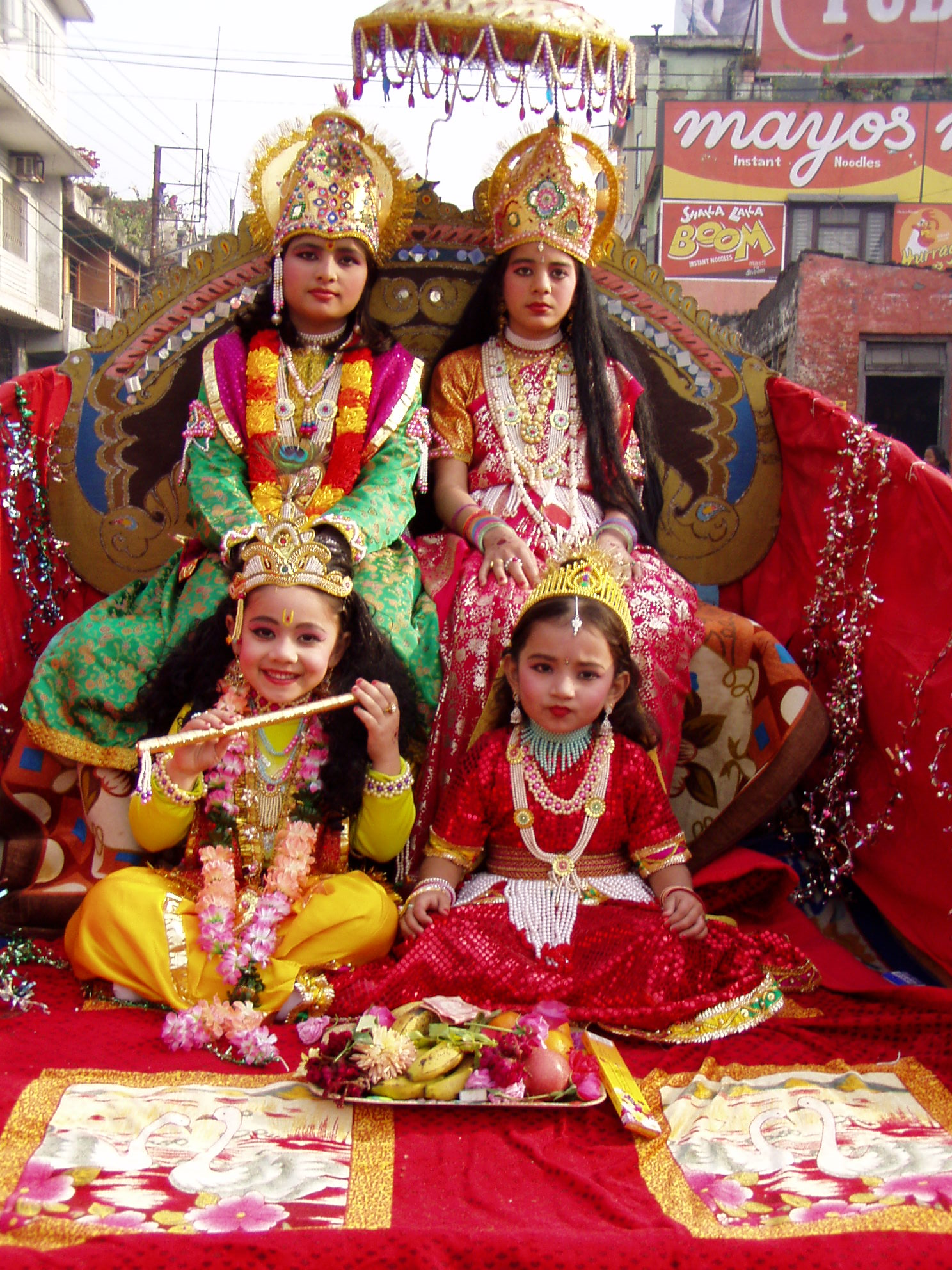
دختران کاتماندو در زمان جشنواره در نپال

فرهنگ نپال با فرهنگ مرز شبه قاره هند و تبت در هم تنیده‌است. میراث فرهنگی نپال در طول قرن‌ها تکامل یافته‌است. این میراث چند بعدی مرزهای مختلف قومی، قبیله ای و اجتماعی نپال را محدود می‌کند و در موسیقی و رقص بیان می‌کند. هنر و صنعت‌گری؛ فولکلور و فولکلتال‌ها؛ زبانها و ادبیات؛ فلسفه و دین؛ جشنواره‌ها و جشن‌ها غذاها و نوشیدنی‌ها فرهنگی بسیار متنوع است و بیشتر تحت تأثیر فرهنگ هند و فرهنگ تبت بوده‌است.

## رقص و موسیقی

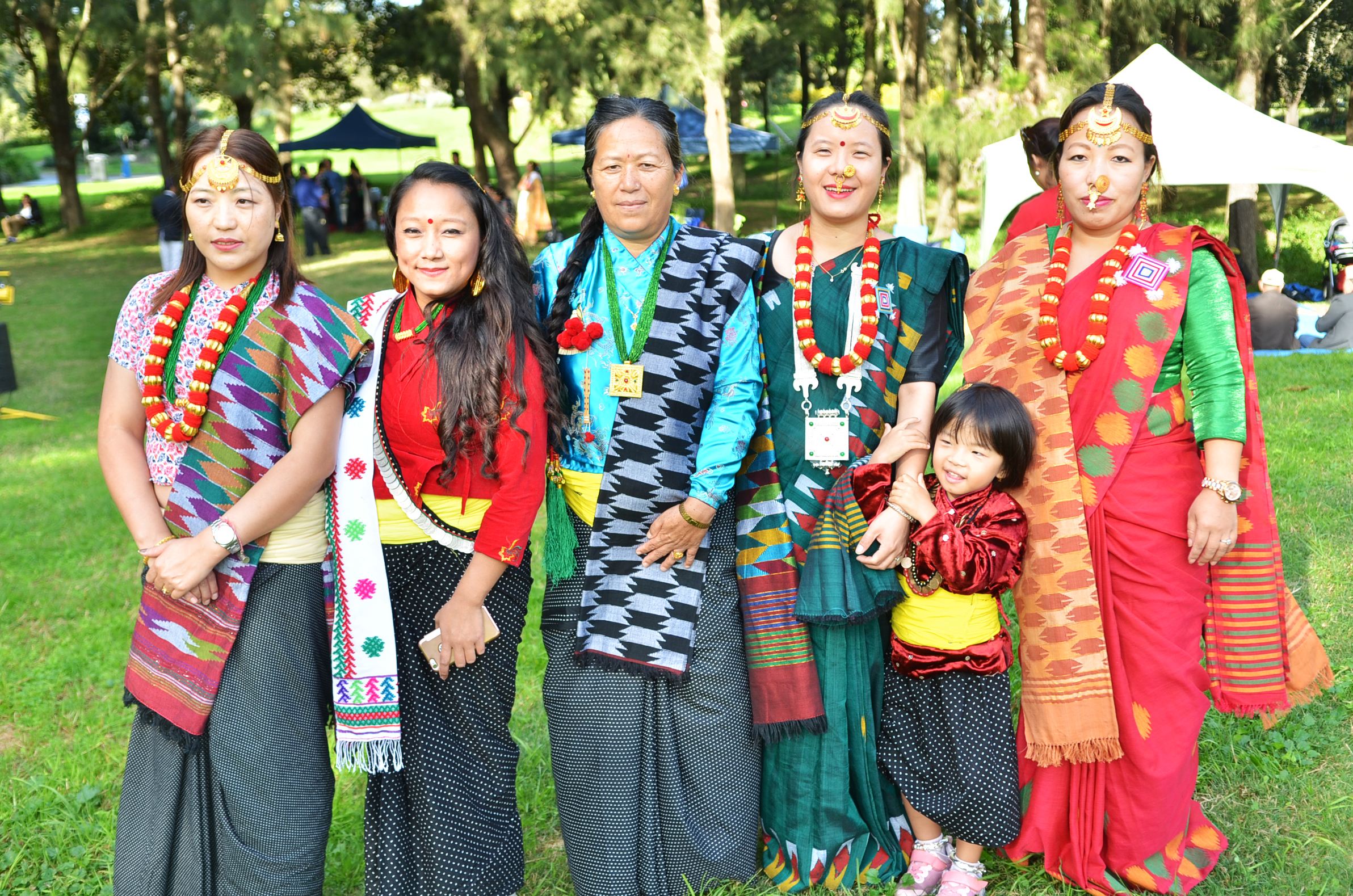
زنان با لباس‌های فرهنگی در جشنواره سال ۲۰۱۷

افسانه‌ها بیان می‌کنند که رقص‌ها در این کشور از محل اقامت لرد شیوا - هیمالیا سرچشمه گرفته‌است، جایی که وی رقص تانداوا را اجرا کرد. این نشان می‌دهد که قدمت رقص نپالی بسیار باستانی و منحصر به فرد است. با موقعیت جغرافیای و قومیت، رقص‌های نپال کمی در سبک و همچنین در نوع پوشش و لباس محلیتغییر می‌کند. دیشکا، رقصی است که در مراسم عروسی اجرا می‌شود، شامل حرکت‌های پیچیده پا و بازو است. موسیقی و سازهای سنتی همراه با مضامین تغییر می‌کنند، که حول موضوعاتی مانند برداشت محصولات کشاورزی، مراسم ازدواج، داستان‌های جنگی و حماسه‌ای، برای عشق و علاقه است. رقص معروف به همراه چوب تارو و رقص طاووس دو نوع رقص برجسته و شناخته شده‌است.

## زبان‌ها
طبق سرشماری سال ۲۰۱۱، ۱۲۳ زبان در نپال صحبت می‌شود. میراث زبانی نپال از سه گروه اصلی زبان تکامل یافته‌است: هندو-آریایی، تبتو برمن و بومی. زبانهای اصلی نپال (درصد به زبان مادری صحبت می‌کنند) نپالی (۴۴٫۶٪)، میتیلی (۱۱٫۷٪)، زبان بوجپوری (۶٪)، تارو (۵٫۸٪)، تامانگ (۵٫۱٪)، زبان نپال بهاسایی (۳٫۲٪) را شامل می‌شود.
زبان نپالی، که به خط دیواناگری نوشته می‌شود، زبان رسمی ملی است و در بین گروه‌های قومی و زبانی نپال به عنوان زبان زبانی رسمی شناخته می‌شود.

## مذاهب و فلسفه
سرشماری سال ۲۰۱۱ نشان داد که، ۶/ ۸۱ درصد از جمعیت نپال پیرو هندوئیسم هستند. بوداییسم حدود ۹٪ از مردم را شامل می‌شود. حدود ۴/۴ درصد نیز پیرو اسلام و ۶/۳ درصد از مردم از دین بومی کرتان پیروی می‌کنند. مسیحیت با کمتر از ۱٫۰٪ نیز در این کشور پیرو دارد.

## معماری و باستان‌شناسی
سامپادا سانگا نپال (انجمن میراث نپال) موجودی از ۱٬۲۶۲ مکان مهم معماری و باستانی را در نپال در خارج از دره کاتماندو گردآوری کرده‌است.
دولت والیبال را به عنوان بازی ملی کشور معرفی کرد.